# Cena Gerarda Bonniera
Cena Gerarda Bonniera (švédsky Gerard Bonniers pris) je literární cena, kterou od roku 1988 udílí Švédská akademie (Svenska Akademien). Je honorována 125 000 švédskými korunami.

## Laureáti
- 1988 Bengt Holmqvist, Birgitta Trotzig
- 1989 Willy Kyrklund, Per Anders Fogelström
- 1990 Sven Alfons, Örjan Lindberger
- 1991 Lars Ahlin
- 1992 Sven Delblanc
- 1993 Sara Lidman
- 1994 Karl Vennberg
- 1995 Per Wästberg
- 1996 Ulf Linde
- 1997 Göran Sonnevi
- 1998 Bengt Emil Johnson
- 1999 Torgny Lindgren
- 2000 Agneta Pleijel
- 2001 Stig Larsson
- 2002 Per Olov Enquist
- 2003 Jan Stolpe
- 2004 Lennart Sjögren
- 2005 Eva Österberg
- 2006 Lars Gustafsson
- 2007 Carl-Henning Wijkmark
- 2008 Olle Granath
- 2009 Claes Hylinger
- 2010 Ulf Eriksson
- 2011 Karin Johannisson
- 2012 P.C. Jersild
- 2013 Tore Frängsmyr
- 2014 Klaus-Jürgen Liedtke
- 2015 Lars Svensson
- 2016 Steve Sem-Sandberg